# Алон, Нога
Но́га Ало́н (ивр. נוגה אלון‎; род. 17 февраля 1956 или 17 мая 1956, Хайфа) — израильский математик, известный своим вкладом в комбинаторику и теоретическую информатику.

## Биография
Родился и вырос в Хайфе в семье Бена Дрор-Алона, племянника Игаля Алона. Его мать — писатель и переводчик Хемда Алон, внучка Пуа Раковской. Во время учёбы в средней школе стал победителем олимпиады по математике Института Вейцмана и завоевал первый приз по математике в соревновании, устраиваемом Технионом.
Он был призван в армию в 1974 году и служил в ЦАХАЛ в танковых войсках, затем закончил офицерские курсы и служил в качестве офицера разведки. Во время своей службы вместе с сослуживцами был удостоен премии безопасности Израиля.
Получил степень бакалавра по математике в Технионе, степень магистра по математике в Университете Тель-Авива и доктора философии в Еврейском университета в Иерусалиме, под руководством профессора Михи Перлеса.
В 1985 году он получил стипендию Алона.
Преподаёт в Тель-Авивском университете на кафедре комбинаторики и информатики, а также работает в научно-исследовательской лаборатории Microsoft в Израиле.
Редактор многих международных научных журналов. В том числе главный редактор (англ. Random Structures and Algorithms) (с 2008 года).
Член Израильской академии наук с 1997 года. В течение своей карьеры он работал в качестве приглашенного профессора во многих престижных учреждениях, включая Массачусетский технологический институт, Институт перспективных исследований в Принстоне, научно-исследовательский институт IBM в Калифорнии, Bell Labs и Microsoft Research.
Женат, отец троих дочерей.

## Вклад
Специализируется в области дискретной математики и информатики с акцентом на комбинаторике, теории графов и приложениях.
Он опубликовал одну книгу и более 400 научных статей.
Среди его достижений оригинальные методы доказательств в теории графов с использованием вероятностных методов.

## Награды и признание
- Премия безопасности Израиля
- 1989 — Премия Эрдёша
- 1991 — Премия Фехера
- 2000 — Премия Пойи SIAM
- 2001 — Мемориальная премия Майкла Бруно
- 2005 — Национальная премия лотереи для науки и исследований Ландау
- 2005 — Премия Гёделя (совместно с Йосси Матиасом[англ.] и Марио Сегеди[англ.]) за вклад в теорию алгоритмов[4]
- 2006 — Эйлеровская лекция
- 2008 — Премия Израиля в области математики[5][6]
- 2011 — Премия ЭМЕТ
- 2016 — Премия Дейкстры
- 2022 — Премия Кнута
- 2024 — Премия Вольфа

В 1996 году сделал пленарный доклад на Европейском математическом конгрессе.
Член Израильской академии естественных и гуманитарных наук с 1997 года.
Поскольку опубликовал одну статью с Полом Эрдёшем, число Эрдёша учёного равно 1.